# Fanboys
Fanboys es una película estadounidense de comedia de 2009 dirigida por Kyle Newman, escrita por Adam F. Goldberg y Ernest Cline y protagonizada por Sam Huntington, Chris Marquette, Dan Fogler, Jay Baruchel y Kristen Bell. Fue lanzada en los Estados Unidos el 6 de febrero de 2009.

## Sinopsis
Fanboys está ambientada en 1998 y cuenta la historia de cuatro amigos fanáticos de Star Wars que se vuelven a juntar años después de graduarse de la escuela secundaria para viajar al rancho de George Lucas y robar una copia de Star Wars: Episodio I - La amenaza fantasma, película que aún está por estrenarse y que ellos quieren ver antes que todos